# Sistema de Transporte Espacial
O Sistema de Transporte Espacial (em inglês: Space Transportation System - STS) foi uma proposta de sistema de veículos espaciais tripulados reutilizáveis previstas pela NASA em 1969 para apoiar as operações estendidas para além do programa Apollo. (A NASA apropriou do nome para seu programa do ônibus espacial, o único componente da proposta a sobreviver a aprovação do financiamento pelo Congresso). O objetivo do sistema era duplo: para reduzir o custo do voo espacial, substituindo o atual método de lançamento de "cápsulas" em dispensáveis foguetes com espaçonave reutilizável; e para apoiar os ambiciosos programas de continuação, incluindo estações espaciais permanentes em órbita ao redor da Terra e da Lua, e uma missão tripulada a Marte.